# Baker (Minnesota)
Baker es un lugar designado por el censo (en inglés, census-designated place, CDP) situado en el condado de Clay, Minnesota, Estados Unidos. Según el censo de 2020, tiene una población de 45 habitantes.

## Geografía
La localidad está ubicada en las coordenadas 46°42′38″N 96°33′29″O / 46.71056, -96.55806. Según la Oficina del Censo, tiene una superficie de 2.61 km², correspondientes en su totalidad a tierra firme.

## Demografía
Según el censo de 2020, hay 45 personas residiendo en la localidad. La densidad de población es de 17.24 hab./km². La totalidad de los habitantes son blancos. No hay hispanos o latinos viviendo en la zona.